# فيرنون باتلر
فيرنون باتلر (بالإنجليزية: Vernon Butler)‏ هو لاعب كرة قدم أمريكية أمريكي، ولد في 14 يونيو 1994 في مقاطعة بايك في الولايات المتحدة.

## وصلات خارجية
- فيرنون باتلر على موقع مرجع كرة القدم المحترفة.كوم (الإنجليزية)